# Liste der Ehrendoktoren der Otto-Friedrich-Universität Bamberg
Die Liste der Ehrendoktoren der Otto-Friedrich-Universität Bamberg führt alle Personen auf, die von der Otto-Friedrich-Universität Bamberg die Doktorwürde ehrenhalber verliehen bekommen haben.

## Ehrendoktoren
- Gerhard Boß, Theologe, Prälat (verliehen am 23. November 2006)
- Lothar Braun (Richter), Richter a. D., Erster Vorsitzender des Historischen Vereins Bamberg (verliehen am 27. Juni 2005)
- Pater Remigius Chmurzynski, Katholischer Theologe (verliehen am 6. August 1977)
- Tankred Dorst, Autor, Dramatiker, Regisseur (verliehen am 5. Februar 2009)
- Günter Eidenmüller, Firmengründer, Geschäftsmann, Förderer (verliehen am 20. November 1977)
- Peter Eisenberg, Sprachwissenschaftler, Professor Emeritus für Deutsche Sprache der Gegenwart am Institut für Germanistik der Universität Potsdam (verliehen am 2. Mai 2007)
- Robert Erikson, Soziologe (verliehen am 28. Oktober 2009)
- Hans-Georg Gadamer, Philosoph, Autor (verliehen am 30. November 1994)
- Aloys Goergen, Theologe, Autor (verliehen am 15. November 1982)
- Elisabeth Gössmann, Katholische Theologin, Autorin (verliehen am 26. Juni 2003)
- Alois Grillmeier SJ, Katholischer Theologe, Geistlicher, Kardinal, Autor (verliehen am 23. Mai 1990)
- Hilmar Hoffmann, Kulturwissenschaftler, Autor (verliehen am 19. Juni 1997)
- Hans Jonas, Philosoph, Autor (verliehen am 10. Juli 1990)
- Heinrich Kirchner, Künstler, Professor für Bildhauerei (verliehen am 15. November 1982)
- Erwin Kräutler, Katholischer Bischof, Missionar, Befreiungstheologe (verliehen am 25. Februar 1993)
- Daniel Krochmalnik, Judaist, Philosoph (verliehen am 7. Juli 2009)
- August Lang, Jurist, MdL, Förderer (verliehen am 16. Juli 1990)
- Hans Maier, Bayerischer Kultusminister a. D., Förderer (verliehen am 5. Juni 1996)
- Angelika Neuwirth, Arabistin (verliehen am 7. Juli 2009)
- Alfons Nossol, Katholischer Bischof (verliehen am 14. November 1998)
- Fritz Oelrich, Finanz- und Risikovorstand, DekaBank Deutsche Girozentrale (verliehen am 26. April 2006)
- Marcel Reich-Ranicki, Literaturkritiker, Autor (verliehen am 2. Juni 1992)
- Hans Robert Roemer, Islamwissenschaftler, Publizist (verliehen am 23. Juli 1992)
- Donald B. Rubin, Professor für Statistik (verliehen 31. Mai 2011)
- Gerhard Stahl, Deputy Chief Risk Officer, Talanx AG (verliehen am 26. April 2006)
- Paulo Suess, Befreiungstheologe, Missionswissenschaftler, Dichter, Autor (verliehen am 15. Juli 1993)
- Frank-Jürgen Weise, Vorsitzender des Vorstands der Bundesagentur für Arbeit (verliehen am 24. Juni 2008)
- Martin Wiesend, Titularbischof, Weihbischof, Seelsorger, Förderer (verliehen am 20. November 1977)
- Josef Wohlmuth, Katholischer Theologe, Leiter des Cusanuswerkes (verliehen am 7. Juli 2009)
- Hans Wollschläger, Autor, Übersetzer (verliehen am 16. Juni 1990)
- Hans Zimmermann, Jurist, Ministerialdirigent a. D. (verliehen am 18. Mai 1983)